# Àrea urbana de Mende
L'Àrea urbana de Mende és una àrea urbana francesa centrada a la ciutat de Mende, al departament del Losera.

## Característiques
Amb la definició que dona l'INSEE, l'àrea urbana de Mende es compon de 14 municipis, tots del departament del Losera que sumen un total de 16425 habitants, cosa que la converteix en la 296a àrea urbana francesa.
Només hi ha un sol pol urbà, que és Mende.
| Departament | Municipis | Municipis (%) | Superfície (km²) | Superfície (%) | Població (1999) | Població (%) |
| ----------- | --------- | ------------- | ---------------- | -------------- | --------------- | ------------ |
| Losera      | 14        | 7,6           | 367,76           | 7,1            | 16.425          | 22,3         |

## Municipis
A continuació els municipis que formen part de l'àrea urbana.
| Code INSEE | Municipi                   | Tipus                   | Departament | Superfície (km²) | Població (1999) | Densitat (hab./km²) |
| ---------- | -------------------------- | ----------------------- | ----------- | ---------------- | --------------- | ------------------- |
| 48013      | Badaroux                   | municipi monopolaritzat | Losera      | Plantilla:Smn    | Plantilla:Smn   | Plantilla:Smn       |
| 48016      | Balsièges                  | municipi monopolaritzat | Losera      | Plantilla:Smn    | Plantilla:Smn   | Plantilla:Smn       |
| 48018      | Barjac                     | municipi monopolaritzat | Losera      | Plantilla:Smn    | Plantilla:Smn   | Plantilla:Smn       |
| 48029      | Le Born                    | municipi monopolaritzat | Losera      | Plantilla:Smn    | Plantilla:Smn   | Plantilla:Smn       |
| 48030      | Brenoux                    | municipi monopolaritzat | Losera      | Plantilla:Smn    | Plantilla:Smn   | Plantilla:Smn       |
| 48037      | Chadenet                   | municipi monopolaritzat | Losera      | Plantilla:Smn    | Plantilla:Smn   | Plantilla:Smn       |
| 48042      | Chastel-Nouvel             | municipi monopolaritzat | Losera      | Plantilla:Smn    | Plantilla:Smn   | Plantilla:Smn       |
| 48055      | Cultures                   | municipi monopolaritzat | Losera      | Plantilla:Smn    | Plantilla:Smn   | Plantilla:Smn       |
| 48081      | Lanuéjols                  | municipi monopolaritzat | Losera      | Plantilla:Smn    | Plantilla:Smn   | Plantilla:Smn       |
| 48095      | Mende                      | Pol urbà                | Losera      | Plantilla:Smn    | Plantilla:Smn   | Plantilla:Smn       |
| 48111      | Pelouse                    | municipi monopolaritzat | Losera      | Plantilla:Smn    | Plantilla:Smn   | Plantilla:Smn       |
| 48137      | Saint-Bauzile              | municipi monopolaritzat | Losera      | Plantilla:Smn    | Plantilla:Smn   | Plantilla:Smn       |
| 48147      | Saint-Étienne-du-Valdonnez | municipi monopolaritzat | Losera      | Plantilla:Smn    | Plantilla:Smn   | Plantilla:Smn       |
| 48157      | Sainte-Hélène              | municipi monopolaritzat | Losera      | Plantilla:Smn    | Plantilla:Smn   | Plantilla:Smn       |
|            | Total                      |                         |             | Plantilla:Smn    | Plantilla:Smn   | Plantilla:Smn       |